# Mundabli jezik
Mundabli jezik (ISO 639-3: boe; bu. Oba naziva dolaze po imenima sela), atlantsko-kngoanski jezik uže beboidne skupine, kojim govori oko 1 000 ljudi (2001 SIL) u kamerunskoj perovinciji Northwest u selima Mundabli, Bu i Mufu.
Mundablijski zajedno sa s još četiri druga jezika čini zapadnobeboidnu podskupinu.

## Vanjske poveznice
- Ethnologue (14th)
- Ethnologue (15th)